# جين شارب (صحفية)
جين شارب (بالإنجليزية: Jayne Sharp)‏ هي صحفية بريطانية، ولدت في 20 يوليو 1977 في ويكفيلد في المملكة المتحدة.

## وصلات خارجية
- جين شارب على موقع IMDb (الإنجليزية)
- جين شارب على موقع قاعدة بيانات الفيلم (الإنجليزية)